# Flarken, Härjedalen
Flarken är en sjö i Härjedalens kommun i Härjedalen och ingår i Ljusnans huvudavrinningsområde. Sjön har en area på 0,118 kvadratkilometer och ligger 324 meter över havet. Sjön avvattnas av vattendraget Långsån.

## Delavrinningsområde
Flarken ingår i det delavrinningsområde (690934-145258) som SMHI kallar för Utloppet av Flarken. Medelhöjden är 329 meter över havet och ytan är 1,05 kvadratkilometer. Räknas de 5 avrinningsområdena uppströms in blir den ackumulerade arean 45,36 kvadratkilometer. Långsån som avvattnar avrinningsområdet har biflödesordning 3, vilket innebär att vattnet flödar genom totalt 3 vattendrag innan det når havet efter 222 kilometer. Avrinningsområdet består mestadels av skog (56 procent) och sankmarker (30 procent). Avrinningsområdet har 0,12 kvadratkilometer vattenytor vilket ger det en sjöprocent på 11,1 procent.